# Coleophora paraobviella
Coleophora paraobviella é uma espécie de mariposa do gênero Coleophora pertencente à família Coleophoridae.